# Моржи
Моржи (лат. Odobenus) — род морских млекопитающих из семейства моржовых, традиционно относимый к группе ластоногих (Pinnipedia).
Во время максимума последнего ледникового периода ок. 20 тыс. л. н. возникли две обособленные клады атлантического моржа — восточная и западная. Генетическая линия моржей Исландии вымерла в течение XI—XII веков. После 1120-х годов бивни западных атлантических моржей, на которых охотились жители Гренландии, почти полностью вытеснили в Западной Европе бивни атлантических моржей восточной группы. С начала XV века бивни моржа постепенно заменяются бивнями слонов.

## Виды
В роде моржей один современный и четыре древних вида:
- Odobenus rosmarus Linnaeus, 1758 — Морж, единственный современный вид рода, с 3 подвидами[4]:
  - Odobenus rosmarus rosmarus — Атлантический морж
  - Odobenus rosmarus divergens — Тихоокеанский морж
  - Odobenus rosmarus laptevi — Лаптевский морж
  - † O. huxleyi
  - † O. koninckii
  - † Odobenus mandanoensis Tomida, 1989 — плейстоцен Японии, по размерам походил или был немного крупнее тихоокеанского моржа[5].
- † Ontocetus posti Boisville, 2020 — Норвич (восточная Англия), Антверпен (Бельгия)[6]